# Ray Bonneville
Raymond J. Bonneville (Hull (Québec), 11 oktober 1948) is een uit Canada afkomstige Amerikaanse bluesmuzikant (gitaar, mondharmonica) en singer-songwriter. Bonneville, opgegroeid in de Verenigde Staten, is een door folk en blues beïnvloede song- en groove-man, die sterk wordt beïnvloed door New Orleans, Louisiana. Tot op heden heeft Bonneville zeven platen uitgebracht en in 2000 won hij de prestigieuze Juno Award (Canadese Grammy Award) voor zijn derde album Gust of Wind. Als reizende muzikant speelt Bonneville meer dan honderdvijftig shows per jaar in de Verenigde Staten, Canada en Europa.

## Biografie
Ray Bonneville werd geboren in Hull, Québec, de op een na oudste van negen broers en zussen in een gezin dat uitsluitend Frans sprak. Op 12-jarige leeftijd verhuisde zijn familie naar Québec. Kort daarna vond zijn vader, een werktuigbouwkundig ingenieur, werk in Boston, Massachusetts. Het gezin verhuisde naar de Verenigde Staten en Bonneville werd op een openbare school geplaatst, zonder een beetje Engels te spreken. Daar raakte Bonneville achter op school, maar ging direct over naar de muziek, nadat een vriend hem had laten zien hoe hij gitaar moest spelen. Bonneville had altijd een omstreden relatie met zijn vader en liep vaak van huis weg. Om zijn zoon thuis te houden, kocht zijn vader een gitaar voor hem en liet hij hem in huis sigaretten roken. Bonnevilles familie verhuisde terug naar Canada, toen Bonneville in zijn late tienerjaren was en Bonneville, die van school was gestuurd, zich net op tijd voor de oorlog in Vietnam aanmeldde voor het United States Marine Corps. Bonneville keerde terug van de oorlog en werkte in Boston als taxichauffeur om de rekeningen te betalen en tussen de bedrijven door leerde hij zichzelf mondharmonica spelen. 
Bonneville raakte meer betrokken bij het muziekcircuit en begon als freelancer bij r&b- en bluesbands in de omgeving van Boston. Tijdens de jaren 1970 begon Bonneville door het land te reizen om muziekstijlen te verkennen en in zich op te nemen, te spelen op festivals en kleine clubs in de Verenigde Staten en te openen voor onder meer B.B. King, Muddy Waters en Dr. John. Tijdens de jaren 1970 leerde Bonneville, terwijl hij in Colorado was, hoe hij een vliegtuig moest besturen en vulde hij zijn inkomen aan door te werken als vlieginstructeur in New Orleans en Boston en door spandoeken te trekken boven Cape Cod, Massachusetts. In 1988 keerde Bonneville terug naar Québec om te werken als bushpiloot. Van mei tot oktober vervoerde hij jagers, vissers en landmeters van en naar afgelegen gebieden in een de Havilland Beaver-drijfvliegtuig.
Bonnevilles muziek werd sterk beïnvloed door zijn tijd, doorgebracht in New Orleans in de jaren 1980 en later. Er wordt vaak gezegd dat het geluid van New Orleans dat is van ritme, het ritme van een fanatieke jazzband, van de machtige Mississippi River, van de deltabluesmannen en het ritme van traagheid. Het is dit ritme en deze traagheid, die Bonneville fascineerde. Bonneville nam de heersende 'take-your-time'-houding in zich op, die door de muziek in New Orleans werd gespeeld. Het is die groove die de kern vormt van Bonnevilles geluid. Als eenmansband ondersteunt hij zijn verweerde stem met een zeer percussieve gitaarstijl, dramatische harmonica-lijnen en een voet die een gestage beat houdt (Bonneville stampt vaak op een stuk triplex om de beat van zijn liedjes te versterken). Bonnevilles I Am the Big Easy, de Folk Alliance International «Song of the Year» van 2009 bevat het hart en de veerkracht van New Orleans, na Katrina.
Muzikant Brad Hayes wordt door Bonneville genoemd voor een groot deel van zijn vroege muzikale ontwikkeling. Hayes en Bonneville hadden een vriendschappelijk en muzikaal partnerschap, dat tientallen jaren duurde, waaronder zes of zeven jaar in bands in Colorado en Hayes trad op op de cd's van Bonneville. Andere muzikale invloeden van Bonneville zijn onder andere Tony Joe White, Mississippi John Hurt en J.J. Cale (met wie hij vaak wordt vergeleken). Bonneville schrijft liedjes van levensechte personages, die zich een weg banen door een ruige wereld van geweld, hoop en wanhoop, (aldus Jim Blum, NPR).

## Onderscheidingen en erkenning
Door de afgelopen 35 jaar zijn songwriting-ambacht aan te scherpen, heeft Bonnevilles rauwe, rechtlijnige verhalenstijl hem lovende kritieken opgeleverd (Blum, NPR). Bonneville is genomineerd voor drie Juno-awards en won het 2000 «Best Blues Album» voor zijn derde album Gust of Wind (1999). Zijn vierde publicatie Rough Luck was ook genomineerd, net als zijn Red House-debuut Roll It Down uit 2004, dat naam maakte in de Verenigde Staten en lovende kritieken kreeg van DownBeat en No Depression. Sindsdien is zijn ster in opkomst, met zijn bekroonde publicatie Goin' By Feel, zijn in de folk-hitlijst voorkomende cover van Bob Dylans nummer It Takes a Lot to Laugh, It Takes a Train to Cry ( te horen op A Nod to Bob 2: An Artists Tribute to Bob Dylan on His 70th Birthday) en ontving het Folk Alliance International «Song of the Year» 2009 voor I Am the Big Easy, met post-Katrina New Orleans. Bonneville heeft het podium gedeeld met de blues-zwaargewichten B.B. King, Muddy Waters, J.J. Cale en Robert Cray en heeft opgetreden op de podia van South by Southwest en Folk Alliance (Blum, NPR). Bij de 15e Genie Awards ontvingen Bonneville en Hayes een Genie Award-nominatie voor «Best Original Song» voor het nummer Say That Things uit de film The Myth of the Male Orgasm.

## Discografie

### Singles
- 1995:	The Good Times
- 1955: Dance with Me
- 1997:	Nothing to Lose
- 1998:	When the Night Time Comes

### Albums
- 1993: On the Main (Electric Desert Records)
- 1996: Solid Ground (Bluetone Records)
- 1999: Gust of Wind (Stony Plain Records)
- 2000: Rough Luck (1-800-Prime)
- 2003: Roll It Down (Red House Records)
- 2007: Goin' by Feel (Red House Records)
- 2011: Bad Man's Blood (Red House Records)
- 2014: Easy Gone (Red House Records)
- 2018: At King Electric (Stonefly Records)
- 2023: On the Blind Side (Stonefly Records)

- International Standard Name Identifier: 0000 0001 0264 3438
- Library of Congress Control Number: n2006007997
- MusicBrainz: ac486b3c-0195-42f9-99cd-2ab1cd19a623
- Virtual International Authority File: 80190683
- WorldCat: E39PBJxCxFRvGRWJ6T6YmptdwC